# Anneessensplein
Het Anneessensplein (Frans: Place Anneessens) is een plein in de gelijknamige wijk Anneessens in het centrum van de vijfhoek van Brussel aan de oostelijke zijde van het plein afgeboord door de Maurice Lemonnierlaan, een van de grote lanen die de Brusselse binnenstad doormidden snijden van noord naar zuid.

## Geschiedenis
Samen met de zeven straten die er op uitkomen werd het plein in 1639 aangelegd op de "Voldersbempt", een vrijliggend stuk weiland. Het werd begrensd door de Anderlechtstraat, de Zenne en de Kleine Zenne. Tot de overwelving van de Zenne was het de plaats van de vlooienmarkt of oude markt. Door de aanleg van de grote lanen, die een meer welvarend publiek aantrokken, en klachten van de omwonenden over rottigheid en vlooien, werden de kraampjes van lompen en diverse voorwerpen in maart 1873 verhuisd naar het Vossenplein in de Marollen. De Brusselaars noemden het plein toen àven à mèt (oude oudemarkt).
In een gang aan het Anneessensplein 32 viel in 1866 de eerste dode van de cholera-epidemie die België dat jaar trof. Alleen al in Brussel-stad maakte ze meer dan 3000 slachtoffers.
In 1870 kreeg het plein de naam van de liberale politicus Joseph Lebeau. Reeds in 1889 werd het plein hernoemd naar Frans Anneessens, deken van het ambacht van de Vier Gekroonden, die in 1719 werd onthoofd omdat hij de gemeentelijke vrijheden had verdedigd tegenover de overheden van de Oostenrijkse Nederlanden. Een standbeeld gecreëerd door Thomas Vinçotte in 1889 versterkte de herinnering aan Anneessens.

## Beschrijving
Het plein wordt aan de westelijke zijde beheerst door de opvallende gebouwen van de oude gemeenteschool nr. 13, een gebouw uit 1880 in Vlaamse neo-renaissancestijl naar de plannen van architect Charles-Emile Janlet. In het gebouw was ook het Institut Lucien Cooremans gehuisvest. Tegenwoordig zijn er twee departementen van de Haute École Francisco Ferrer in het gebouw gevestigd.
Op de hoek van het Anneessensplein en de Kazernestraat is er sinds november 2013 een stripmuur met een vier verdiepingen hoge muurschildering van een scene uit Thorgal.
Het plein is met openbaar vervoer vlot bereikbaar langs het premetrostation Anneessens-Fontainas.